# Bürgermeisterei Mintard
Die Bürgermeisterei Mintard, zuletzt als Amt Mintard bezeichnet, war eine Bürgermeisterei in den Kreisen Düsseldorf bzw. Düsseldorf-Mettmann der preußischen Rheinprovinz.

## Geschichte
Bei der im Jahr 1808 begonnenen Einführung von Verwaltungsstrukturen nach französischem Vorbild im Großherzogtum Berg wurde im Kanton Ratingen des Arrondissements Düsseldorf im Département Rhein auch die Mairie (Bürgermeisterei) Mintard eingerichtet.  Nachdem das Rheinland 1814 an Preußen gefallen war, wurde aus der Mairie Mintard die preußische Bürgermeisterei Mintard, die 1816 zum neuen Landkreis Düsseldorf kam. Seit der Einführung der Gemeindeordnung für die Rheinprovinz von 1845 bestand die Bürgermeisterei aus den drei Landgemeinden Breitscheid-Selbeck, Laupendahl und Mintard. 
Am Ende des Jahres 1927 wurde die Bezeichnung aller rheinischen Landbürgermeistereien in Amt geändert. Die Bürgermeisterei Mintard hieß nun Amt Mintard.
Durch das preußische Gesetz über die kommunale Neugliederung des rheinisch-westfälischen Industriegebiets wurden der Ortsteil Selbeck sowie das Kirchdorf Mintard am 1. August 1929 in die Stadt Mülheim an der Ruhr eingemeindet. Das restliche Amt Mintard kam zum neuen  Kreis Düsseldorf-Mettmann.
Der Rest der Gemeinde Mintard und die Gemeinde Laupendahl wurden am 15. Mai 1930 in die Stadt Kettwig eingegliedert, während die Gemeinde Breitscheid zum neuen Amt Ratingen-Land trat. Das Amt Mintard erlosch damit.

## Einwohnerentwicklung
| Jahr | Einwohner | Quelle |
| ---- | --------- | ------ |
| 1816 | 2732      | [ 5 ]  |
| 1828 | 2853      | [ 6 ]  |
| 1871 | 3657      | [ 7 ]  |
| 1885 | 3701      | [ 8 ]  |
| 1895 | 4238      | [ 9 ]  |
| 1910 | 4763      | [ 10 ] |